# Channel Fleet
La Channel Fleet (en français : Flotte de la Manche), est une formation de vaisseaux de la Royal Navy chargée de défendre la Manche entre 1690 et 1909.

## Histoire
La Channel Fleet date de 1690 lorsque son rôle dans la défense de l'Angleterre contre le menace française est défini. Elle est alors sous les ordres d'Edward Russell, 1er comte Orford qui en est alors le Commander-in-Chief de la Channel Fleet. En 1801, son rôle était toujours d'empêcher les vaisseaux français stationnés dans les bases navales de Brest, du Havre de Grâce et des autres ports du Golfe de Gascogne d'entrer dans la Manche.
Pendant le XIXe siècle, pour faire face au développement par la France du port Cherbourg comme une base pour ses vaisseaux à vapeur, la Royal Navy développe le Port de Portland comme base pour sa flotte. Le port est construit entre 1849 et 1872, date à laquelle la Royal Navy créé un brise-lame avec des blocs de pierre issus des carrières de l'île de Portland. L'escadre de la Manche ne devient une formation permanente qu'en 1858.

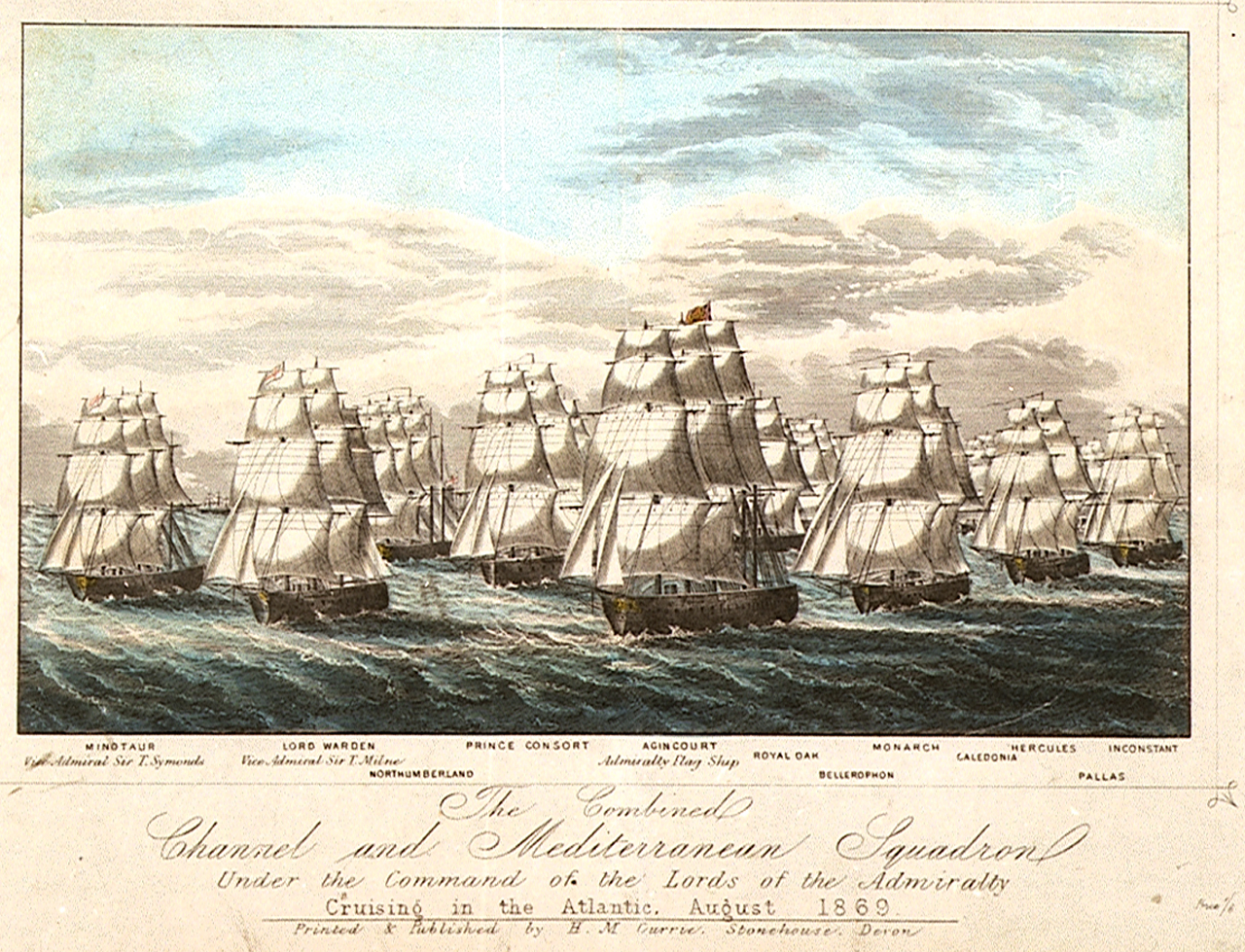
"The Combined Channel and Mediterranean Squadron Under the Command of the Lords of the Admiralty, Cruising in the Atlantic, August 1869".

Avec l'amélioration des relations franco-anglaises, et l'émergence du militarisme germanique dans les années 1900, la raison d'être de la Channel Fleet diminue et le principal terrain d'affrontement naval d'Europe se déplace vers la mer du Nord. 
Le 14 décembre 1904, la Channel Fleet est renommée Atlantic Fleet (en français : Flotte de l'Atlantique) et la Home Fleet devient la Channel Fleet. Entre cette période et le début de la Première Guerre mondiale, le Eighth Battle Squadron intègre cette flotte. La Channel Fleet est intégrée au sein de la Home Fleet à la fin de la Première Guerre mondiale. L'Admiral Sir Arthur Wilson est officiellement le « Senior Officer in Command of the Channel Squadron » entre 1901 et 1903. Son subordonné immédiat dans cette flotte est le Second-in-Command, qui commande alors une division de navires de guerre.
Le 24 mars 1909, à l'occasion d'une réorganisation de la marine, la Channel Fleet devient la Seconde Division de la Home Fleet.

## LaChannel Fleetdans la littérature
La Channel Fleet apparaît dans plusieurs romans historiques sur la Royal Navy, entre autres dans Hornblower and the Hotspur de C. S. Forester, dans lequel le héros de fiction devient un favori du commandant de la Channel Fleet, qui lui a réellement existé l'Admiral William Cornwallis. Cette flotte est citée également dans la série de romans Aubrey-Maturin de Patrick O'Brian.
Le roman Billy Budd d'Herman Melville se déroule à bord de vaisseaux de la Channel Fleet, juste après les mutineries de Spithead et de Nore de 1797.

## Officiers commandants
Les commandants en chef de la flotte sont, :
- Vice Admiral Lord Anson (1746–1747)

- Vice Admiral Augustus Keppel (1778–1779)
- Vice Admiral Charles Hardy (1779–1780)
- Vice Admiral Sir Francis Geary (Mai 1780-septembre 1780)
- Vice Admiral George Darby (1780–1782)
- Vice Admiral Earl Howe (1782–1783)

- Vice Admiral Earl Howe (1793–1795)
- Vice Admiral Lord Bridport (1795–1800)
- Vice Admiral Lord St Vincent (1800–1803)
- Vice Admiral Sir William Cornwallis (1803–1806)
- Vice Admiral Lord St Vincent (1806–1807)
- Vice Admiral Lord Gardner (1807–1808)
- Vice Admiral Lord Gambier (1808–1811)
- Vice Admiral Sir Charles Cotton (1811–1812)
- Vice Admiral Lord Keith (1812–1814)

- Rear Admiral Sir William Parker (1846–1847)
- Rear Admiral Sir Charles Napier (1847–1849)
- Commodore Sir William Martin (1849–1852)
- Rear Admiral Armar Corry (1853–1854)

- Vice Admiral Sir Charles Fremantle (1858–1860)
- Vice Admiral Sir Robert Stopford (1860–1861)
- Vice Admiral Sir Robert Smart (1861–1863)
- Vice Admiral Sir Sydney Dacres (1863–1866)
- Vice Admiral Sir Hastings Yelverton (1866–1867)
- Vice Admiral Frederick Warden (1867–1868)
- Vice Admiral Sir Thomas Symonds (1868–1870)
- Vice Admiral Sir Hastings Yelverton (Juillet 1870-octobre 1870)
- Vice Admiral Sir George Wellesley (1870–1871)
- Vice Admiral Sir Geoffrey Hornby (1871–1874)
- Vice Admiral Sir Beauchamp Seymour (1874–1877)
- Vice Admiral Lord John Hay (1877–1879)
- Vice Admiral Lord Hood (1880–1882)
- Vice Admiral Sir William Dowell (1882–1883)
- Vice Admiral le duc d'Édimbourg (1883–1884)
- Vice Admiral Sir Algernon de Horsey (1884–1885)
- Vice Admiral Charles Fellowes (1885–1886)
- Vice Admiral Sir William Hewett (1886–1888)
- Vice Admiral Sir John Baird (en) (1888–1890)
- Vice Admiral Sir Michael Culme-Seymour (1890–1892)
- Vice Admiral Sir Henry Fairfax (1892–1894)
- Vice Admiral Sir Robert Fitzroy (1894–1895)
- Vice Admiral Lord Walter Kerr (1895–1897)
- Vice Admiral Sir Henry Stephenson (1897–1898)
- Vice Admiral Sir Harry Rawson (1898–1901)
- Vice Admiral Sir Arthur Wilson (1901–1903)
- Vice Admiral Lord Charles Beresford (1903–1905)
- Vice Admiral Sir Arthur Wilson (1905–1907)
- Vice Admiral Lord Charles Beresford (1907–1909)
- Vice Admiral Sir Lewis Bayly (1914-1915)